# Idioma teushen
El  idioma teushen fue una lengua indígena de Argentina, actualmente extinta. Lo hablaba el pueblo teushen, un pueblo nómada cazador-recolector de la Patagonia, parte del denominado "complejo tehuelche" que vivía entre el pueblo puelche al norte y el tehuelche o aonikenk al sur, que ocupaba la parte central de la Patagonia oriental.
Estaba relacionado con el selk'nam, haush y tehuelche. Estos cuatro idiomas conformaban la familia de lenguas chon.